# Ângelo Antônio
Ângelo Antônio Carneiro Lopes (Curvelo, 4 de junio de 1964) es un actor brasileño. Su último trabajo de proyección nacional fue como protagonista de la cinta 2 Filhos de Francisco, que cuenta la historia de Zezé di Camargo y Luciano.

## Vida privada
Estuvo casado con la actriz Letícia Sabatella, con quien tiene una hija, Clara.

## Filmografía

### Televisión
| Año  | Título                                   | Personaje                     |
| ---- | ---------------------------------------- | ----------------------------- |
| 1990 | Pantanal                                 | Alcides                       |
| 1991 | O Dono do Mundo                          | Guilherme "Beija-Flor"        |
| 1991 | O Farol                                  | Zoroastro                     |
| 1994 | 74.5 - Uma onda no ar                    | Miguel                        |
| 1995 | Engraçadinha, seus amores e seus pecados | Sílvio                        |
| 1997 | A Justiceira                             | Rafael                        |
| 1999 | Suave veneno                             | Adelmo de Alencar             |
| 2000 | El clavel y la rosa                      | Edmundo das Neves             |
| 2001 | El clon                                  | Yunes                         |
| 2003 | La casa de las siete mujeres             | Tito Lívio Zambeccari         |
| 2004 | Um Só Coração                            | Madiano Mattei                |
| 2005 | Alma gemela                              | Eduardo Pestana               |
| 2006 | Páginas de la vida                       | Miroel Saraiva                |
| 2007 | Dos caras                                | Dorgival Correia              |
| 2009 | Cuna de gato                             | Davi Brandão                  |
| 2010 | As Cariocas                              | Carlinhos                     |
| 2010 | Río del destino                          | Geraldo Lutti                 |
| 2011 | La vida sigue                            | Marcos Prates                 |
| 2011 | Chico Xavier                             | Francisco Cândido Xavier      |
| 2012 | As Brasileiras                           | Samuel                        |
| 2013 | Preciosa perla                           | Tenpa Ningpo                  |
| 2014 | A Teia                                   | Luiz Germano                  |
| 2015 | Partes de mí                             | Vicente                       |
| 2022 | Todas las flores                         | Samsa Mondego                 |
| 2023 | Tierra de deseos                         | Raul Andrade Amorim (Andrade) |
| 2024 | Mania de Você                            | Nahum                         |

### Cine
2025 - Oeste outra vez
- 2010 - Chico Xavier .... Chico Xavier
- 2007 - Batismo de Sangue .... Frei Oswaldo
- 2005 - 2 Filhos de Francisco
- 2005 - Cavalhadas de Pirenópolis
- 1999 - O Tronco
- 1998 - Bela Donna